# Stancomb-Wills-Gletscher
Der Stancomb-Wills-Gletscher ist ein großer Gletscher an der Prinzessin-Martha-Küste des ostantarktischen Königin-Maud-Land. Er mündet südlich der Lyddan-Insel ins Weddell-Meer. Der Gletscher wurde am 5. November 1967 bei einem Flug der United States Navy entdeckt und vom United States Geological Survey anhand der dabei entstandenen Luftaufnahmen kartiert. Das Advisory Committee on Antarctic Names benannte ihn 1969 in Anlehnung an die Benennung nachfolgend beschriebener Gletscherzunge.
Die Stancomb-Wills-Gletscherzunge (75° 0′ S, 22° 0′ W) ist der ausgedehnte Fortsatz des Gletschers ins östliche Weddell-Meer. Sie wurde im Januar 1915 im Zuge der Endurance-Expedition (1914–1917) unter der Leitung des britischen Polarforschers Ernest Shackleton entdeckt. Shackleton hielt sie irrtümlich für ein Vorgebirge und benannte sie als Stancomb-Wills Promontory nach Janet Stancomb-Wills (1854–1932), eine der Hauptgeldgeberinnen der Expedition. 1970 passte das Advisory Committee on Antarctic Names die Benennung an die eigentliche Natur des Objekts an.